# Овал Линготто
«Овал Линготто» (итал. Oval Lingotto) — бывший конькобежный каток, а ныне выставочный центр в Турине. Построен к зимним Олимпийским играм 2006 года для проведения соревнований по конькобежному спорту. Каток был построен вблизи бывшего завода FIAT, в котором во время Олимпиады располагался пресс-центр. Находится на высоте 400 метров над уровнем моря.
Первым международным конькобежным стартом на катке стал этап Кубка мира в декабре 2005 года, за два месяца до Олимпиады.
Также на катке были проведены соревнования в рамках зимней Универсиады 2007 года и этап Кубка мира в феврале 2007 года, после чего «Овал Линготто» в качестве конькобежного катка более не использовался.
В сентябре-октябре 2006 года под крышей центра прошёл чемпионат мира по фехтованию, а в марте 2009 года был проведен чемпионат Европы по лёгкой атлетике в помещении.

## Рекорды катка
| Мужчины   | Мужчины  | Мужчины       | Мужчины   | Мужчины |
| Дистанция | Время    | Конькобежец   | Дата      |         |
| --------- | -------- | ------------- | --------- | ------- |
| 500 м     | 34,71    | Ли Ган Сок    | 19.1.2007 |         |
| 2×500 м   | 69,710   | Ли Ган Сок    | 19.1.2007 |         |
| 1000 м    | 1.08,89  | Шани Дэвис    | 18.2.2006 |         |
| 1500 м    | 1.44,97  | Энрико Фабрис | 3.2.2007  |         |
| 5000 м    | 6.14,68  | Чэд Хедрик    | 11.2.2006 |         |
| 10 000 м  | 13.01,57 | Боб де Йонг   | 24.2.2006 |         |

| Женщины   | Женщины | Женщины         | Женщины   | Женщины |
| Дистанция | Время   | Конькобежка     | Дата      |         |
| --------- | ------- | --------------- | --------- | ------- |
| 500 м     | 38,23   | Светлана Журова | 14.2.2006 |         |
| 2×500 м   | 76,57   | Светлана Журова | 14.2.2006 |         |
| 1000 м    | 1.16,05 | Марианне Тиммер | 19.2.2006 |         |
| 1500 м    | 1.55,01 | Ирен Вюст       | 3.2.2007  |         |
| 3000 м    | 4.02,43 | Ирен Вюст       | 12.2.2006 |         |
| 5000 м    | 6.59,07 | Клара Хьюз      | 25.2.2006 |         |